# NK 알루미니
NK 알루미니(슬로베니아어: Nogometni Klub Aluminij)는 키드리체보를 연고로 하는 슬로베니아의 축구 클럽이다. 현재는 2. SNL에 참가하고 있다.

## 성적
- 드루가 SNL 우승 2회 (2010-11, 2011-12), 준우승 3회 (2008-09, 2014-15, 2015-16)
- 트레차 SNL 우승 1회 (1996-97), 준우승 2회 (1991-92, 1993-94)
- 슬로베니아 컵 준우승 1회 (2001-02), 4강 1회 (2012-13)

## 역대 감독
| 감독            | 임기  |
| --------------- | ----- |
| 로버트 페브니크 | 2022~ |

## 선수 명단

### 현역
참고: FIFA 자격 규정에 따라 소속된 국가대표팀 국기를 표시합니다. 선수는 복수의 FIFA 비회원국 국적을 가지고 있을 수 있습니다.
| 번호 | 포지션 | 국적   | 이름      |
| ---- | ------ | ------ | --------- |
| 45   | FW     | 감비아 | 밤바 수소 |

| 번호 | 포지션 | 국적 | 이름 |
| ---- | ------ | ---- | ---- |